# Македоно-одринско опълчение
Македоно-одринското опълчение е специална българска военна част, действала по време на Балканската (1912 – 1913) и Междусъюзническата война (1913). То е създадено на 23 септември 1912, в навечерието на Балканската война. Съставено е предимно от доброволци от териториите на Македония и Одринска Тракия (14 670 души), които поради факта, че са избягали от пределите на Османската империя, не са зачислени в редовната армия. В опълчението се включват и българи от Северна Добруджа и Поморавието, над 500 доброволци от други страни (руснаци, чехи, румънци и други), в това число и една цяла арменска рота съставена от 274 души. След края на войните за национално обединение ветераните от МОО формират Съюза на македоно-одринските опълченски дружества, който развива културно-просветна дейност.

## Формиране
На 17 септември 1912 с указ на цар Фердинанд I в България е обявена всеобща мобилизация. На 18 септември началникът на щаба на армията генерал-майор Иван Фичев възлага на подполковник Александър Протогеров и майор Петър Дървингов да организират и изпратят в тила на османските сили „малки партизански отряди“.
На 19 септември Изпълнителният комитет на Македоно-одринските благотворителни братства свиква на Колодрума (сегашният софийски квартал Лагера) всички македонски и тракийски имигранти, които не са служили във войската. За два часа се събират над пет хиляди души, пред които подпредседателят на комитета доктор Полихрон Нейчев произнася пламенна реч. Пристъпва се към сформиране на подразделения от доброволците, като се излъчват десетници и стотници. Организират се и първите занятия по военно обучение. На 20 септември в занятията се включва и първият инструктор на доброволците, запасният офицер Дянко Караджов. През следващите дни в сборния пункт продължават да се явяват все нови и нови хора – войводи, четници, учители, студенти, селяни, занаятчии, лекари, инженери, дори свещеници, както и вече възрастни опълченци, участвали в Руско-турската освободителна война през 1877 – 1878 година. Много чужденци – руснаци, румънци, черногорци, гърци, сърби, чехи, словаци, грузинци, арменци и други също изявяват желание да постъпят като доброволци в българската армия и да се бият за освобождението на поробените българи от Македония и Одринска Тракия.

## Регламентиране и статут
На 23 септември е установен Щаб на опълченските дружини, в който влизат дейците на Върховния комитет подполковник Протогеров, подполковник Стефан Николов, майор Дървингов и капитан Стоян Величков. Щабът пристъпва незабавно към създаването на доброволчески формирования. Създадени са и шест отдела – за обучение на доброволците, техническа част, за набор и адютантура, полиция, за разквартируване и административен в състав от 16 секции – на които са поставени задачи, свързани със сформирането, настаняването, екипирането и обучението на опълченските дружини.
На 23 септември със заповед на Действащата армия е обявен специален правилник – „Положение за формиране на доброволческите отряди“. В състава на доброволческите отряди се приемат всички българи и чужденци, които са изразили желание, независимо от тяхното поданство. За да бъдат включени в отрядите обаче, към българските граждани се предявява изискването да не са отбили редовната си военна служба. Доброволческите отряди са със статут на самостоятелни части от българската армия, но при необходимост се използват и за попълване на войскови части от нейния състав. Снабдяването им с храни, обмундирование и въоръжение е задължение на началника, към който са придадени.
Щабът на Действащата армия подготвя и специален „Правилник за доброволческата служба на офицери, подофицери, лекари, аптекари и други специалисти чужденци във войската през военно време“, който урежда всички въпроси, свързани с небългарските поданици, които желаят да вземат участие във войната като доброволци от опълченските дружини. Началникът на щаба на Действащата армия, генерал-майор Иван Фичев утвърждава документа на 25 септември и той незабавно влиза в сила. Подобно на целия личен състав на българската армия и доброволците чужденци „се подчиняват на българските закони и са длъжни да изпълняват всичките заповеди и разпореждания на началствующите лица, под чиято власт те бъдат назначени“. Според изискванията на закона те остават на служба, „догдето трае военното време“, и могат да бъдат освободени от нея само със съгласието и по преценката на своите началници. По този начин юридически се регламентира присъствието на доброволците небългарски поданици в състава на българската армия и се урежда техният статут.
Документите премахват съществуващите пред българите от Македония и Одринска Тракия правни ограничения и им позволяват да вземат участие във войната. Опълченците се приемат при строг подбор, тъй като броят на кандидатите достига около 25 000 души, което далеч надвишава възможностите за въоръжаването и екипирането им. При подбора критериите за приемане на военна служба са същите, каквито са установени от Закона за въоръжените сили на Царство България.

## Структура и командване

### Щаб на Опълчението
На 25 септември 1912 година генерал Фичев назначава и състава на щаба на македоно-одринските дружини. Тяхното ръководство е възложено на началника на Девета дивизионна област генерал-майор Никола Генев – участник в Руско-турската война от 1877 – 1878 година като доброволец от Българското опълчение, а също и в Сръбско-българската война през 1885 година. За негов помощник е назначен охридчанинът подполковник Александър Протогеров, а за началник-щаб – кукушанинът майор Петър Дървингов.
На 28 септември „за носене на службата“ към щаба на опълчението са зачислени още осем офицери. Освен имената на другите трима офицери от ЩПО – подполковник Стефан Николов, ротмистър Димитър Атанасов и капитан Стоян Величков, в списъка са посочени и имената на подпоручик Петър Хаджипетров, прикомандирован от 36-и пехотен козлодуйски полк, подпоручик Иван Минков от 1-ва пионерна дружина, подпоручик Димитър Аянов от Двадесет и четвърти пехотен черноморски полк, подпоручик Никола Лефтеров от Осми пехотен приморски полк и подпоручик Дянко Караджов, който до този момент е инструктор в Македоно-одринското опълчение. Подпоручиците Лефтеров и Аянов обаче, въпреки че са зачислени в щаба на опълчението, почти веднага след това заминават начело на чети за вътрешността.
Ново офицерско попълнение от общо 9 подпоручици при-стига в опълчението на 7 октомври – от 4-ти пехотен плевенски полк са прикомандировани пет дути, от 17-и пехотен доростолски полк – трима, а от 34-ти пехотен троянски полк – един. На 10 октомври пристигат още четирима офицери – един капитан и двама подпоручици от 18-и пехотен етърски полк, както и един подпоручик от 19-и пехотен шуменски полк. До края на месеца в Македоно-одринското опълчение са зачислени още трима офицери – един капитан от Мостовата дружина, един капитан от Видинския крепостен батальон и един подпоручик от 16-и пехотен ловчански полк. През следващия месец командирските места в опълчението са частично запълнени, макар и предимно с младши офицерски кадри, без почти никакъв стаж в армията.

### Формиране на дружините. Командири
Към 26 септември щабът на дружините разполага вече с около 6500 доброволци.
Съгласно разработените щатове най-малката структурна единица на дружините е отделението, което се състои от 8 души. Шест отделения образуват един взвод, а четири взвода – рота. Взводът е в състав от 49 души, а ротата – от 212 – 215 души. Четири роти образуват дружина, към която се придава и нестроева рота в намален състав. Дружинният командир разполага и с органи по дисциплината, разквартируването, свръзката, прехраната, санитарното дело, снабдяването с боеприпаси, паричната част и домакинството или всичко с 1079 души. Решено е също дружините да носят имената на градове, които са се прославили с участието на населението им в националноосвободителните борби в Македония и Одринска Тракия. Това обаче не означава, че доброволците трябва да произхождат единствено от града или околията, чието название носи дружината.
До 2 октомври са организирани шест дружини.
- Първа дебърска дружина е съставена само от дебрани, тъй като те първи пристигат на сборния пункт, и преди още останалите доброволци да са се появили, формират своята дружина, подразделяйки я на роти и взводове. За неин пръв командир е назначен подпоручик Дянко Караджов.
- Втора скопска дружина с командир подпоручик Иван Минков се създава от доброволци от Кривопаланското, Кратовското, Кумановското и Скопското братство.
- Трета солунска дружина е сформирана от доброволци от Щипското, Сярското, Драмското, Солунското и Кукушкото братство. Командир на Солунската дружина е ротмистър Димитър Атанасов Думбалаков, от Сухо, Солунско.
- Четвърта битолска дружина включва доброволци от Битолското, Прилепското и Тетовското братство. Неин командир е капитан Владимир Каназирев[4].
- Пета одринска дружина е съставена от емигранти, обединени от Одринското, Разложкото и част от Горноджумайското и Петричкото братство. За временен командир е назначен фелдфебел Радул Канели.
- Шеста охридска дружина се формира от 1-ва рота на Крушевското братство, 2-ра рота от Костурското, 3-та рота от Охридското и 4-та рота от Охридското и Кичевското братство. Командир на дружината е поручик Константин Мановски.

Успоредно с шестте опълченски дружини през октомври 1912 година под ръководството на капитан Стоян Величков в основни линии приключва и формирането на инженерно-техническата част. В състава ѝ влизат инженерно, сигнализаторско, хелиографно, телефонно, велосипедно, мортирно, минноподривно, химическо, електрическо-монтьорно и обозно отделение и механическа работилница. Съставът ѝ постепенно се увеличава, за да достигне към момента на разформироването на Македоно-Одринското опълчение през 1913 година до 268 души.
Полагат се основите и на санитарен отряд. Към 26 октомври 1912 г., когато се изнасят от София към местоназначението си, лазаретът и аптеката имат общо 72 души персонал, 7 товарни коли и 17 впрегатни животни. Съставът на отряда се увеличава и надхвърля 250 души. Изградени са и останалите предвидени по щата опълченски подразделения. Числеността им към момента на изнасянето за театъра на военните действия на 26 октомври 1912 година достига 111 души за интендантската рота, 77 за огнестрелния парк, 64 души с 97 товарни животни и 42 каруци в продоволствения транс-порт и 25 души музикантски хор.
В началото на октомври 1912 от дивизионните области пристигат още 3993 доброволци, 165 подофицери и запасняци и 7 офицери и от тях са сформирани още шест дружини.
- Седма кумановска дружина е организирана в Кюстендил под ръководството на подпоручик Димитър Светогорски.
- Осма костурска дружина се формира от капитан Стоян Величков и подпоручик Хр. Трайков в София от доброволците от варненското македоно-одринско братство. В дружината е зачислен партизанският отряд на подпоручик Димитър Аянов, който действа в Малкотърновско и Лозенградско като съставна част от партизанската дружина на подпоручик Михаил Герджиков.
- Девета велешка дружина се създава под командването на капитан Методи Бойчев в Русе, където е подготвена и обучена, като доброволците дори успяват да проведат стрелби. В сравнение с личния състав на всички останали дружини опълченците от 9-а дружина са най-добре организирани и екипирани.
- Десета прилепска дружина е организирана в София от пловдивските македоно-одрински доброволци. Нейни организатори са подпоручик Лало Вутов и капитанът от руската армия българинът Владимир Везенков от Крушево. В състава ѝ е зачислена и група македоно-одрински емигранти, пристигнали специално от САЩ, за да вземат участие във войната. При прилепчани е зачислена партизанската рота, командвана от подпоручик Никола Лефтеров.
- Единадесета сярска дружина се създава под командването на поручика от руската армия Мгебров чрез отнемане на четвъртите роти от 7-а кумановска, 8-а костурска и 10-а прилепска дружина. Поради липса на офицерски кадър, както и вследствие екстреното заминаване на дружината към театъра на военните действия, дружината е оставена в триротен състав. По-късно командир на дружината става велешанинът Димитър Зографов.
- Дванадесета лозенградска дружина се организира в Бургас също в триротен състав под ръководството на подпоручик Трифон Бояджиев. В първата ѝ рота (така наречения Юнашки легион) с командир подофицерът от швейцарската армия Луи Айер са включени 205 души, членове на юнашката гимнастическа организация. Втората рота е съставена само от арменци и по време на войната числеността ѝ достига 273 души. Поверена е на подпоручика от българската армия Карекин Нъждех. В третата рота са обединени всички доброволци от македоно-одринското братство в Бургас.

От 11 октомври 1912 г. 12-те дружини на Македоно-одринското опълчение са сведени в три бригади. Първите четири дружини образуват 1-ва бригада, следващите четири – 2-ра, а последните – 3-та. За командири на бригадите, ползващи се с права на командири на полкове, са назначени подполковниците Стефан Николов, Антон Пчеларов и Александър Протогеров.

### Партизански отряди
Освен редовното опълчение Щабът на партизанските отряди – Дървингов, Протогеров, Николов, Атанасов и Величков, пристъпват и към създаване на няколко партизански отряда. След мобилизацията са формирани 59 партизански взвода (чети) на МОО, една самостоятелна партизанска дружина от две роти и четири отделни партизански роти. Четите са оглавени от бивши войводи на ВМОРО и ВМОК – Тодор Александров, Михаил Герджиков, Христо Силянов, Георги Попхристов, Дончо Златков, Ефрем Чучков, Петко Пенчев и т.н., които са произведени в звание подпоручик или фелдфебел, ако вече нямат военни звания подобно на капитан Никола Парапанов, капитан Георги Тодоров, фелдфебел Христо Чернопеев, фелдфебел Кръстьо Николов Българията и други.

## Въоръжение и снаряжение
Въоръжението, с което опълченците разполагат за военно обучение до заминаването си от София, наброява едва 666 карабини и пушки (162 броя „Манлихер", 433 броя „Бердана № 2", 71 броя турски „Маузер-Ли“) и 108 улански саби. Снабдени са и с 8748 патронташа. Артилерийската инспекция при военното министерство прави неуспешен опит да осигури оръжие за опълчението от Австро-Унгария. Обръща се с молба за съдействие към Военното министерство на Русия. Научавайки, че оръжието е необходимо за въоръжаването на македоно-одринските доброволчески дружини, за положителното решаване на въпроса пред император Николай II се застъпва лично председателят на Славянското благотворително общество и пръв военен министър на България след Освобождението генерал от пехотата Пьотър Паренсов. Отпуснати са 20 000 берданови пушки и 10 000 000 патрона, т.е. по 500 за всяка една.
Веднага след получаването на въоръжението, през последните дни на октомври в Търново Сеймен, Лозенград и Бабаески, то е раздадено на опълченците. Тъй като първоначално военното обучение на доброволците се осъществява почти изцяло без оръжие, то преобладават занятията по строева, тактическа и физическа подготовка. Към занятия по огнева подготовка фактически се пристъпва след 10 октомври, когато е доставено необходимото количество учебни помагала – станоци, огледала, мишени и други, като се използва и наличното оръжие. Същинското обучение по огнева подготовка обаче се осъществява след раздаването на оръжието на опълченците, в края на октомври 1912 година. Недостатъчно е и количеството на шанцовите инструменти (линеманови лопати и кирки), раниците, санитарното имущество, канцеларските материали за щаба и други. Платнища до края на Балканската война така и не са доставени.

## Боен път

### В Балканската война
ЦК на ВМОРО и много изявени македонски дейци като Васил Чекаларов смятат, че опълчението трябва да се изпрати на македонския фронт, но по изрично настояване на сръбското правителство Българското главно командване изпраща опълчението в Тракия. Трите бригади на опълчението се отправят към Източния фронт на 17 октомври 1912 година. МОО взима участие в боевете при Саранлъ, Фере, Дедеагач, Мерхамли, Малгара, Булаир и Шаркьой.
През декември 1912 година след като са изпълнили поставените им задачи, партизанските чети и отряди са официално разпуснати. Отчитайки обаче, че четниците и войводите могат да бъдат изключително полезни със своя богат опит и умения, натрупани по време на тяхната дейност в Македония и Одринско, на 21 януари 1913 г. помощник-главнокомандващият българската армия генерал-лейтенант Михаил Савов отдава заповед, с която разпорежда те да се влеят в македоно-одринските дружини, намиращи се по това време в градчето Малгара в Източна Тракия. От 25 януари до 16 февруари 1913 г. в Малгара и в близките до него селища Кешан и Байрамич се събират общо 3560 бивши четници и войводи, пристигнали от различните райони на Македония и Одринска Тракия.
На 3 март 1913 в Кешан е обявено формирането на трите нови опълченски дружини:
- Тринадесета кукушка дружина с командир капитан Тодор Пенев.
- Четиринадесета воденска дружина с командир капитан Григор Христов.
- Петнадесета щипска дружина с командир капитан Никола Парапанов.

Новите дружини са разпределени по една в трите бригади и по този начин бригадите придобиват петдружинен състав.
Партизанските отряди за разлика от основните сили на опълчението са изпратени предимно в Македония – 17 чети в Битолско, 8 в Скопско и 28 в Струмишко, Сярско и Солунско. Останалите 6 чети са изпратени на Тракийския театър в Странджа, Родопите и Беломорието.

### В Междусъюзническата война
В навечерието на войната опълчението влиза в състава на 4-та Българска армия и се дислоцира в района северно от град Кочани. Оттук на 16 юни 1913 година атакува сръбските войски, укрепили се на отсрещните височини. На 18 юни атаката на опълчението е прекратена и то е върнато заедно с другите части на армията на изходни позиции. По-нататък опълчението отстъпва към старите граници на България. В началото на юли 1913 година опълчението действа по фланга на 4-та армия в хода на Калиманската битка. Опълчението взима участие в боевете при Редки буки, Парадли, Султан тепе, Пониква и Говедарник.

## Бойни знамена
Всички дружини от Македоно-одринското опълчение имат и свои знамена. Повечето от тях са ушити в навечерието на войната и са им връчени от името на македоно-одринските братства или от населението на градовете, чиито представители са доброволците – София, Варна, Лом, Лозенград, Плевен, Гери (САЩ) и други. Главното знаме на Македоно-одринското опълчение е знамето на 11-а сярска дружина, което е дар от българската царица Елеонора и е изработено по проект на известния художник Иван Мърквичка. Всички знамена от опълчението вземат участие в парада, състоял се по повод Деня на храбростта през май 1913 край Гюмюрджина, както и след Междусъюзническата война през август 1913 година в столицата София.

## Униформи
В първите дни след създаването па опълченските дружини силно се чувства недостиг от униформено облекло. Щабът на опълчението успява с огромни усилия да осигури едва 400 пелерини и 1000 шинела, с които опълченците потеглят от София в средата на октомври. Поради затрудненията, свързани с набавянето на обмундированието, около половината от доброволците напускат столицата без връхни дрехи, носейки своето лично облекло. Използваната първоначално форма на облеклото е като тази на българската пехота. Щабът на опълчението разпорежда всички калпаци да бъдат със зелени дъна и с метална емблема, изобразяваща български лъв, който държи националното знаме, и инициалите на Македоно-одринското опълчение – МОО. По-късно се правят и пагони от зелено сукно, а върху новите опълченски униформи се пришиват зелени кантове. В този си вид униформата на Македоно-одринското опълчение е утвърдена със заповед на Действащата армия №147 от 11 март 1913 година.

## Личен състав
В продължение на малко повече от една година (от 26 септември 1912 до 1 октомври 1913 година), за времето, през което съществува Македоно-одринското опълчение, през него преминават 14 670 души, от които 14 139 са се записали като българи. Преобладаващата част от тях – 11 470 души, са родом от Македония. 1215 са от Одринска Тракия, а 2512 – от свободната част на България. В опълчението вземат участие и 531 чужденци. Най-многочислена е групата на арменците, която се състои от 275 души. Като доброволци от македоно-одринските дружини във войната участват и 82 руси, 68 румънци, 40 сърби, 21 австроунгарци, 12 черногорци, трима гърци, един албанец, един англичанин, един италианец, един персиец.

### Известни опълченци
Щабни офицери
- Никола Генев от Севлиево, генерал-майор – началник на МОО
- Аврам Аврамов от Калофер, полковник – главен интендант на МОО
- Александър Протогеров от Охрид, подполковник – зам.-началник на МОО
- Петър Дървингов от Кукуш, майор – началник-щаб на МОО

Други
- Андрей Ляпчев
- Асен Кантарджиев
- Луи Айер
- Пейо Яворов
- Симеон Радев
- Реймънд Фишър